# Breitblättrige Wolfsmilch
Die Breitblättrige Wolfsmilch (Euphorbia platyphyllos) ist eine Pflanzenart aus der Gattung Wolfsmilch (Euphorbia) innerhalb der Familie der Wolfsmilchgewächse (Euphorbiaceae).

## Beschreibung

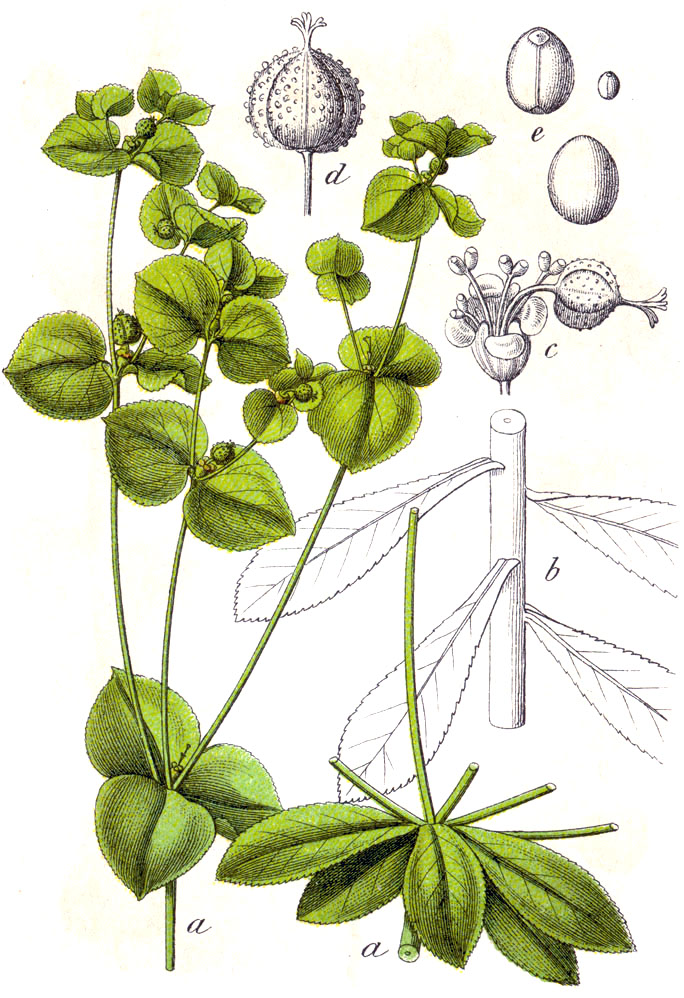
Illustration aus Sturm

### Vegetative Merkmale
Bei der Breitblättrigen Wolfsmilch handelt es sich um eine einjährige, krautige Pflanze, die in der Regel Wuchshöhen von 25 bis 60 Zentimetern erreicht. Der meist aufrechte Stängel ist kahl oder zerstreut behaart. Die ganze Pflanze enthält einen weißlichen Milchsaft. Die 1,5 bis 4 Zentimeter langen Stängelblätter sind breit lanzettlich geformt, nach vorne etwas verbreitert und dann zugespitzt. Von der Mitte an sind sie ungleich klein gesägt und wachsen mit einem herzförmigen oder gestutzten Grund am Stängel an. Auf der Unterseite sind sie meist fein behaart. Bei der nur in Österreich, in Ungarn und Tschechien vorkommenden Unterart Zottige Breitblatt-Wolfsmilch (Euphorbia platyphyllos subsp. literata) sind die Laubblätter auf der Unterseite und am Rand dicht zottig behaart.

### Generative Merkmale
Die Blütezeit erstreckt sich vorwiegend über die Monate Juni bis September. Die Blüten wachsen in drei bis fünfstrahligen Trugdolden, wobei diese mehrfach gabelig verzweigt sind. Die Hüllchenblätter sind dreieckig geformt und ungestielt. Das Cyathium ist etwa 2,5 Millimeter lang und außen meist behaart. Die grünlichen Cyathien besitzen mehr oder weniger eiförmige, gelbliche Drüsenanhängsel. 
Die Kapselfrucht ist 3 bis 4 Millimeter lang und ist mit fast halbkugelförmigen Warzen bedeckt. Entlang der Fruchtklappen befindet sich ein schmaler, warzenfreier Streifen. Die glänzenden, schwarz-braunen Samen sind meist 1,8 bis 2,2 Millimeter lang.
Die Chromosomenzahl beträgt 2n = 18 oder 28.

## Bilder

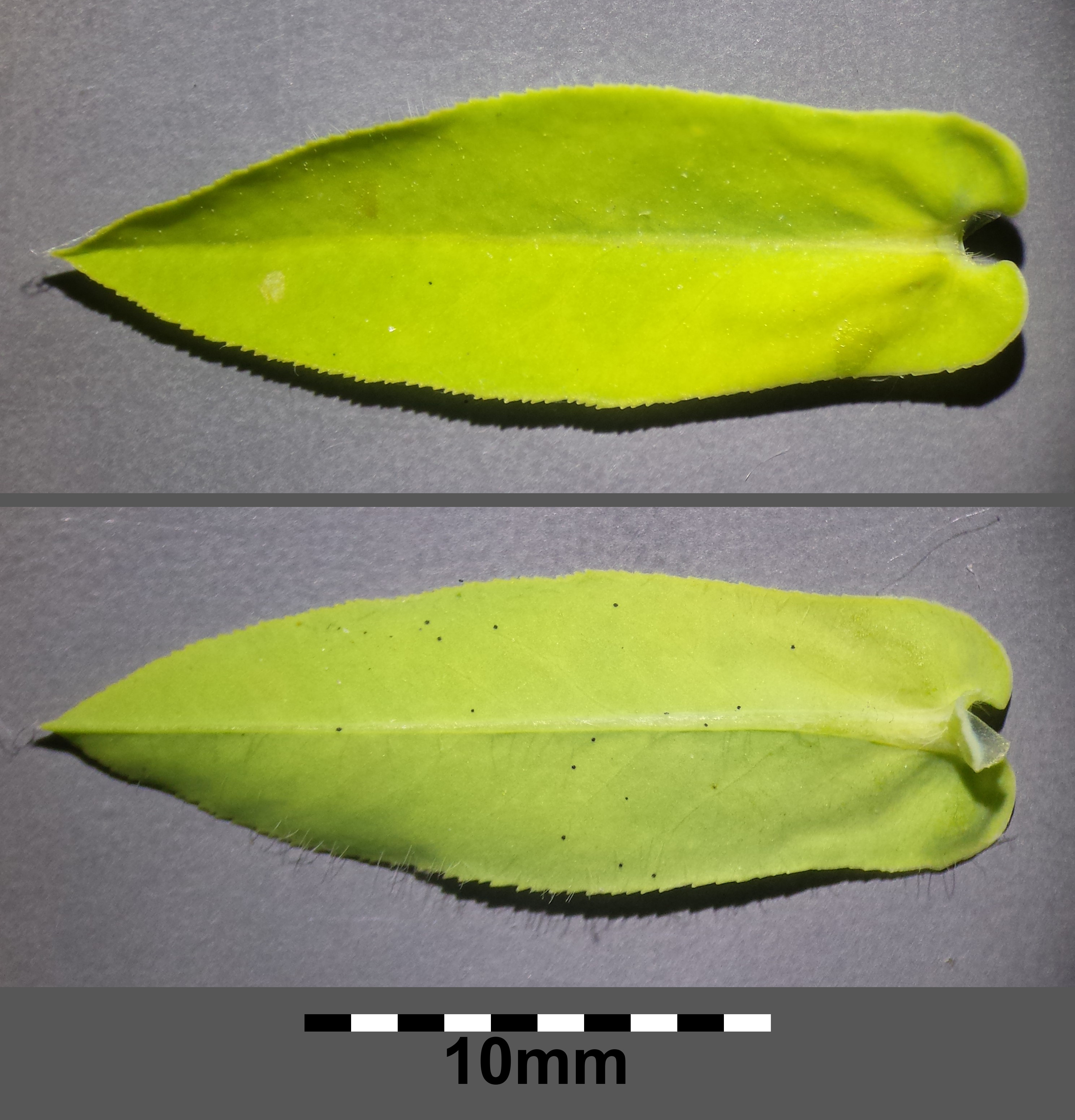
Die Hüllblätter sind länglich-elliptisch und oft oberhalb der Mitte am breitesten.
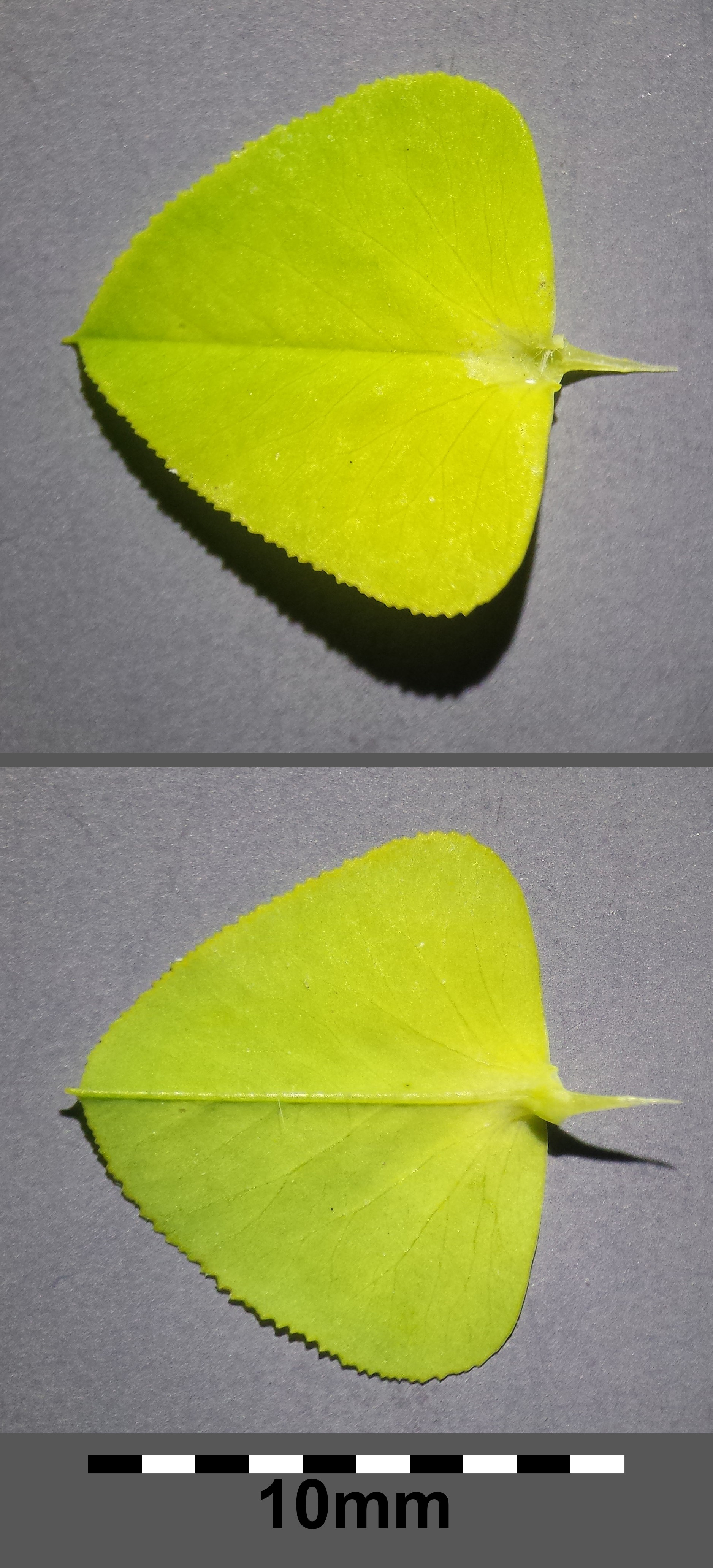
Die untersten Hüllchenblätter sind hingegen rundlich-eiförmig.
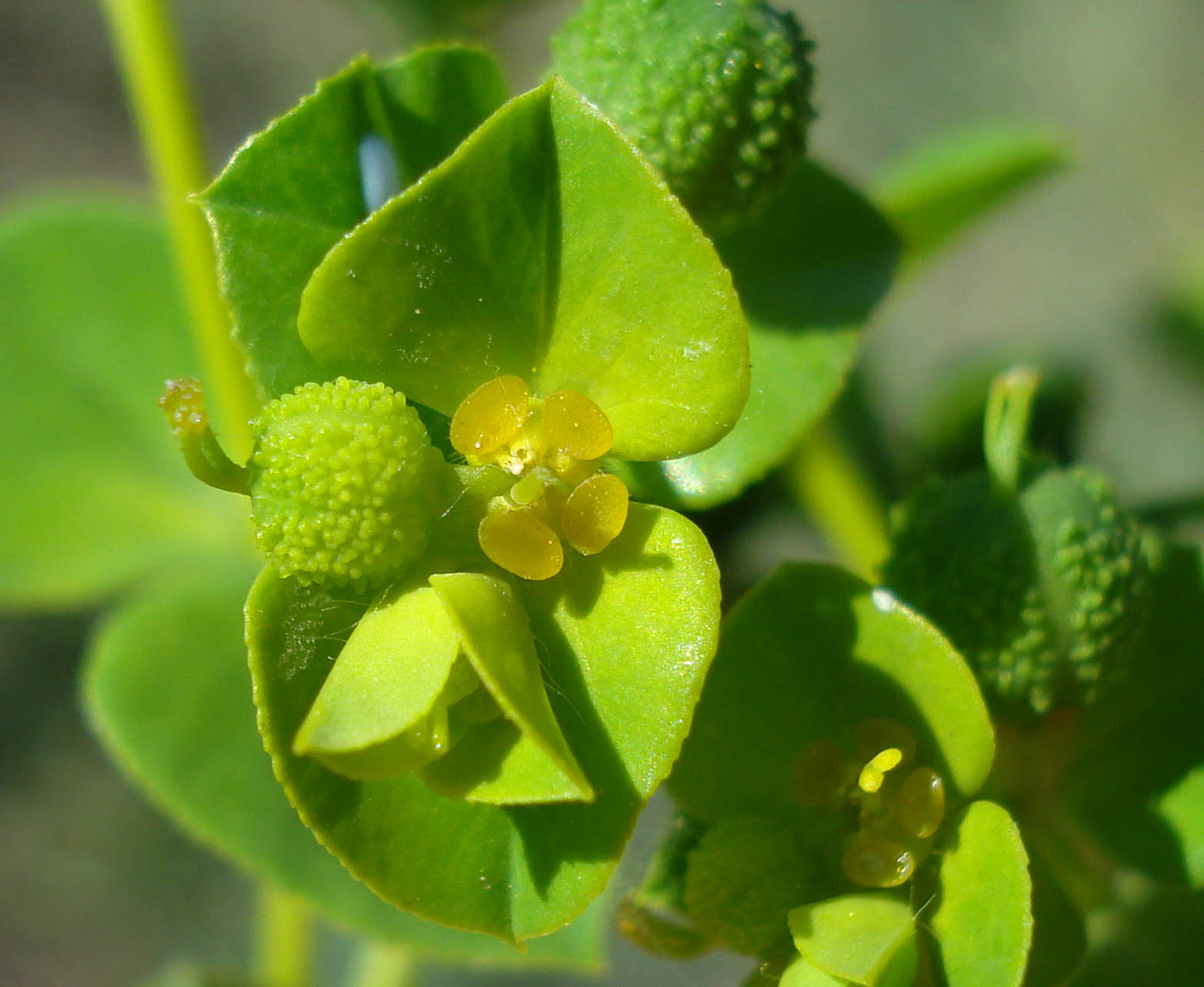
Drüsenanhängsel
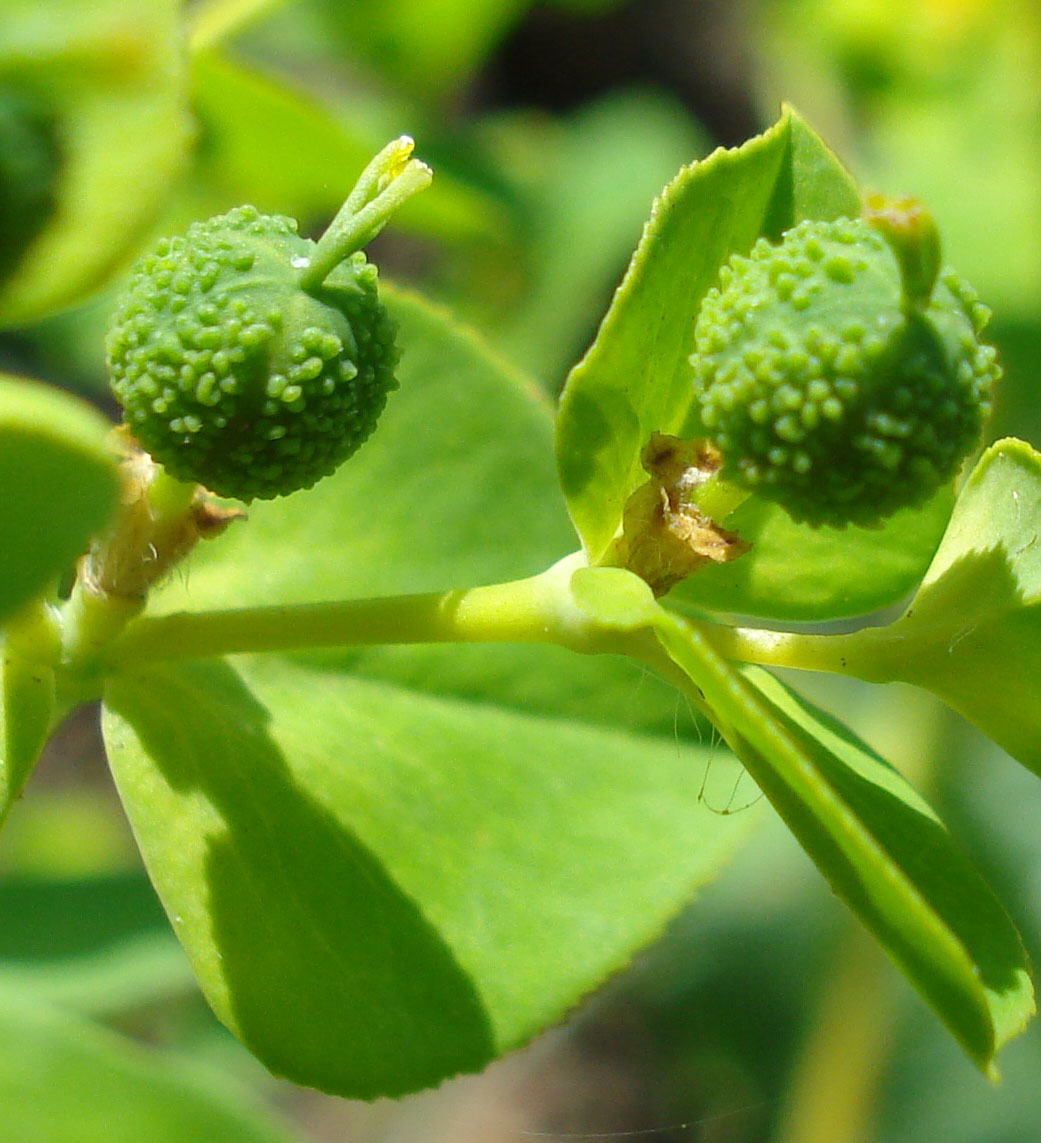
Kapselfrucht. Man sieht deutlich die typischen warzenfreien Streifen der Kapselfrucht.

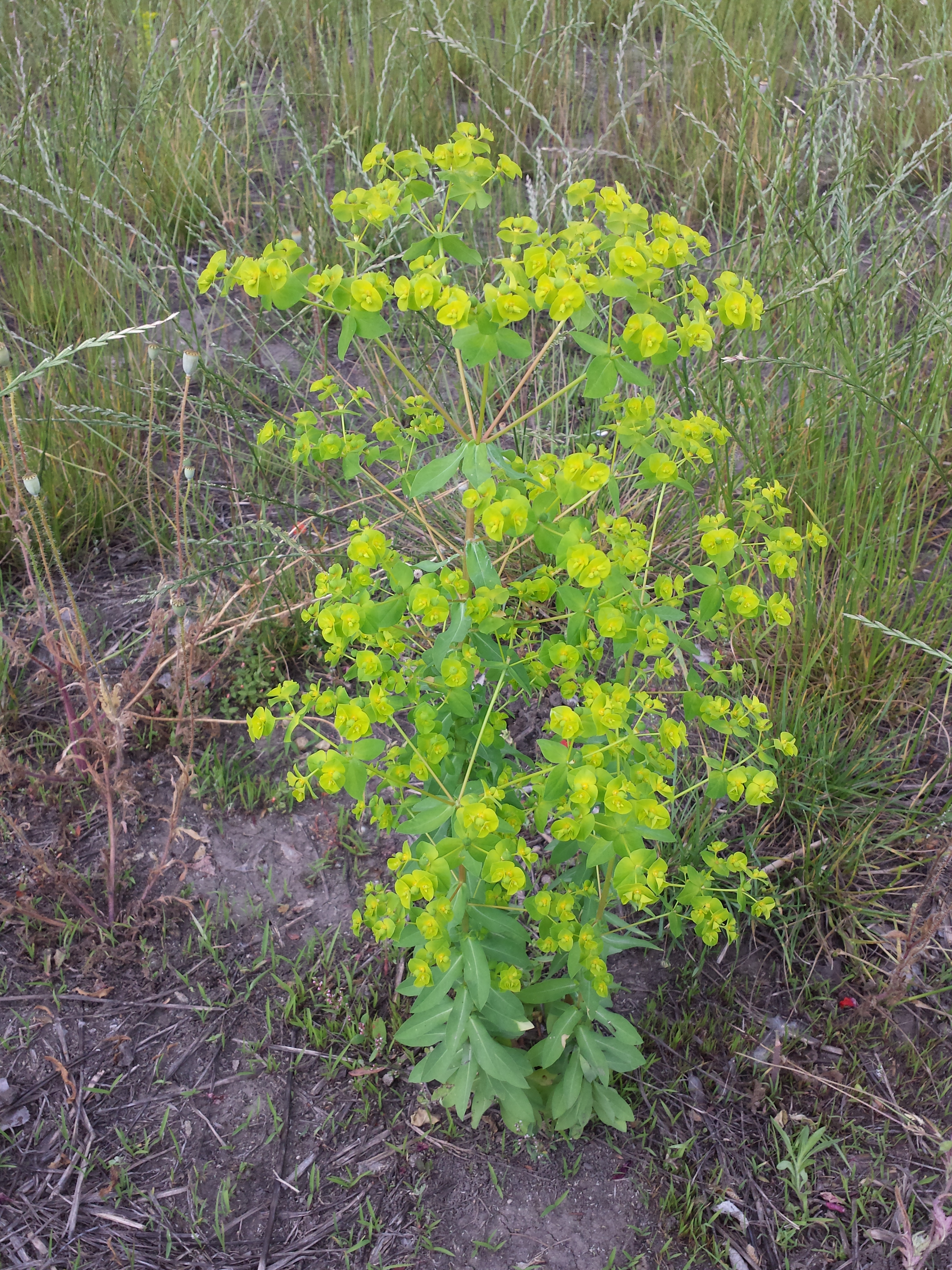
Habitus

## Vorkommen
Die Verbreitung von Euphorbia platyphyllos erstreckt sich von Süd- über Mitteleuropa bis nach England. Ferner ist sie in Mittel- und Südrussland, Kleinasien und Nordafrika zu finden. In Nordamerika ist sie ein Neophyt.
In Deutschland findet man sie zerstreut bis selten im mittleren und südlichen Gebiet. Im Norden fehlt sie oder ist sehr selten verschleppt worden. In Österreich ist die Art selten und gilt als gefährdet, während sie in der Schweiz allgemein zerstreut aufzufinden ist. In den Allgäuer Alpen wurde sie einmal in Bayern an der Wildenfeldhütte östlich der Höfats in einer Höhenlage von 1700 Metern beobachtet.
Die Breitblättrige Wolfsmilch wächst in Deutschland in Ackerunkraut-Gesellschaften und an Straßenrändern. Sie bevorzugt frische und sehr nährstoffreiche Böden. Sie ist in Mitteleuropa eine Ordnungscharakterart der Polygono-Chenopodietalia albi, der Hackunkrautgesellschaften, kommt aber auch in Pflanzengesellschaften des Agropyro-Rumicion-Verbands oder der Glechometalia hederaceae-Ordnung vor.
Die ökologischen Zeigerwerte nach Landolt et al. 2010 sind in der Schweiz: Feuchtezahl F = 3w (mäßig feucht aber mäßig wechselnd), Lichtzahl L = 3 (halbschattig), Reaktionszahl R = 3 (neutral bis basisch), Temperaturzahl T = 4 (kollin), Nährstoffzahl N = 3 (mäßig nährstoffarm bis mäßig nährstoffreich), Kontinentalitätszahl K = 2 (subozeanisch).

## Systematik
Die Erstveröffentlichung von Euphorbia platyphyllos erfolgte 1753 durch Carl von Linné in Species Plantarum, Tomus I, Seite 460.
Je nach Autor gibt es etwa zwei Unterarten unterschieden:
- Zottige Breitblatt-Wolfsmilch (Euphorbia platyphyllos subsp. literata (Jacq.) Holub): Sie kommt in Österreich, in Ungarn und in Tschechien vor.[6]
- Euphorbia platyphyllos L. subsp. platyphyllos: Sie kommt in Makaronesien, in Europa bis Transkaukasien und in Äthiopien vor.[6] In Europa hat sie Vorkommen in Spanien, Deutschland, Schweiz[5], Italien, Belgien, den Niederlanden, Polen, im Baltikum, Österreich, Ungarn, in der früheren Tschechoslowakei, im früheren Jugoslawien, Albanien, Griechenland, Bulgarien, Rumänien, Ukraine und in der Türkei.[7]